# Tokio Monorail
Tokio Monorail (東京モノレール, Tōkyō Monorēru) is een monorail systeem dat de Luchthaven Haneda verbindt met het Station Hamamatsucho in het centrum van Tokio, Japan. De treinen rijden over een verhoogd "spoor" dat de kust van de Baai van Tokio volgt. De rit vanaf het vliegveld naar Hamamatsucho duurt 21 minuten en kost ¥470 per richting. Een alternatief voor de monorail is de Keihin Kyuko Railway luchthaven lijn tussen de luchthaven en het Station Shinagawa.

## Geschiedenis
De lijn werd in 1964 geopend bijna gelijk met de Olympische Zomerspelen van 1964. De eerste wagens zijn gemaakt in Japan naar een ontwerp van ALWEG (deze worden ook gebruikt in Seattle en de eerste Walt Disneyland Monorail), en zijn vervangen in 1969, 1977, 1982 en 1989 door nieuwe modellen.
Oorspronkelijk reed de monorail alleen naar Hamamatsucho en de luchthaven. Het eerste station wat er tussen deze twee bestemmingen in kwam was "Oi Race Track" in 1965 gevolgd door "Seibijo" in 1967. De monorail stopt op 9 stations en vervoert men dagelijks 300.000 passagiers vanaf 05.30 tot middernacht met 500 treinen. A 1-station, 0,9 km lange uitbreiding naar Haneda's nieuwe Terminal 2 werd geopend op 1 december 2004 en er wordt gekeken voor een uitbreiding naar het Station Shinbashi.
Deze monorail wordt gezien als de meest winstgevende monorail lijn in de wereld (meer dan 1 miljard passagiers sinds de ingebruikname). De baan is iets minder populair door de komst van de Keihin Kyuko Railway.
Japanese National Railways was tot 1981 de exploitant van de monorail, daarna werd de lijn geprivatiseerd. De huidige exploitant is Tokyo Monorail Co., Ltd. (東京モノレール株式会社,Tōkyō Monorēru Kabushiki-gaisha), JR East kocht zich in 2002 in en bezit nu 70% van de lijn en de rest is verdeeld tussen Hitachi (12%), Japan Airlines (9%) en All Nippon Airways (9%).

## Eigenschappen
De zes rijtuigen tellende treinen ("2000 Series") rijden tot 80 km/h maar door de vele stops ligt het gemiddelde op 45 km/h. Ieder rijtuig heeft banken die in beide rijrichtingen staan. Ook hebben de rijtuigen extra bagageruimte wat een gemak is voor vliegtuigpassagiers.
Tokyo Monorail is een van de weinige "private" spoorwegen die het JR East's Suica smart card systeem gebruiken.

## Toegang tot de luchthavens
Passagiers die reizen naar de luchthaven kunnen voordeel halen uit de Tokyo City Air Terminal, faciliteiten op het station van Hamamatsucho. Voor binnenlandse vluchten van JAL, ANA, Skymark Airlines, en Air Do kan men gebruikmaken van check-in balies en ticketmachines op het station. Tokio Monorail tickets kan men ook kopen op de Internationale Luchthaven Kansai in Osaka, Itami Airport (ook in Osaka) en Naha Airport in Okinawa.